# Equinocci (coordenades celestes)
En astronomia, l'equinocci és un moment en què el punt vernal, l'equador celeste, i altres elements es tenen en compte per ser utilitzat en la definició d'un sistema de coordenades astronòmiques. La posició en altres equinoccis es pot calcular tenint en compte la precessió, la nutació i l'aberració, per exemple, que afecten directament a l'ascensió recta i la declinació.

## Sumari
En el cas dels elements orbitals, només alguns dels elements orbitals clàssics es veuen afectats per un canvi d'equinocci: la longitud del node ascendent, i (en molta menor mesura) la inclinació. Si s'utilitza un altre conjunt d'elements orbitals, tals com la posició i els vectors de velocitat per a una determinada època, tots els components poden canviar amb un canvi d'equinocci.
L'equinocci es confon sovint amb l'època, la diferència entre els dos és que l'equinocci s'adreça als canvis en el sistema de coordenades, mentre que l'època aborda temes com els canvis en la posició del cos celeste en si. L'equinocci estàndard utilitzat actualment (i època) és J2000.0, que és 1 de gener de 2000 a les 12:00 TT. El prefix "J" indica que es tracta d'un època juliana. Equinocci de la norma anterior (i de l'època) va ser B1950.0, amb el prefix "B", la qual cosa indica que va ser una època besseliana. Abans de 1984 s'utilitzaven equinoccis / èpoques besselians. Des d'aquell moment s'han utilitzat equinoccis/èpoques julians. L'equinocci correspon al moment en què es produeix la intersecció entre l'equador celeste i l'eclíptica. L'equinocci vernal correspon a l'inici de la primavera a l'hemisferi nord i es dona entorn del 21 de març, mentre que l'equinocci de tardor té lloc entorn del 22 de setembre.
El canvi en la posició de la Terra i l'eclíptica causats per les forces exercides pel Sol, la Lluna i els planetes no només causen un lleuger canvi en l'angle ε entre l'equador i l'eclíptica, sinó també un canvi de l'equinocci vernal voltant 1,5º per segle (1' per any). Per càlculs precisos, per tant, s'ha de donar l'equinocci del sistema de coordenades utilitzades. L'equinocci de la data, esmentat a vegades en astronomia, significa que els valors de l'equador, l'eclíptica i l'equinocci vernal són els de la data que es consideri.
En astronomia s'han usat diferents èpoques i equinoccis, per exemple:
- El catàleg Henry Draper usa l'època B1900.0
- Els límits de les constel·lacions van ser definits l'any 1930 segons l'ascensió recta i la declinació de l'època B1875.0
- Ocasionalment s'utilitzen equinoccis poc corrents com a B1925.0 i B1970.0

Les èpoques i equinoccis dels elements orbitals es donen habitualment en Temps Terrestre, en diferents formats, com poden ser:
- La data Gregoriana amb temps dividit en 24 hores: 1 de gener de 2000, 12:00 TT
- La data gregoriana amb els dies expressats en fraccions: gener de 2000, 1,5 TT
- El Dia Julià en dies fraccionaris: TDJ 2451545,0
- El NASA/NORAD ho dona en un format fraccionari pels dies: 00001.50000000

## Equinoccis i èpoques besselians
Una època besseliana, anomenada així en honor del matemàtic i astrònom alemany Friedrich Bessel (1784-1846), és una època basada en l'any Besselià de 365,242198781 dies, l'any tropical mesurat en el punt en què la longitud del Sol és exactament 280º. Des de 1984 els anys o èpoques besselianes han estat substituïdes pels equinoccis o èpoques julianes. Actualment, l'equinocci/època més corrent és J2000.0, un equinocci/època julians.
Els equinoccis i èpoques besslianes es poden calcular d'acord amb l'equació:
B = 1900.0 + (data juliana − 2415020,31352) / 365,242198781
Com que l'ascensió recta i la declinació de les estrelles canvia constantment degut a la precessió, els astrònoms especifiquen sempre aquestes mesures amb referència a un equinocci particular. Històricament s'han usat diferents equinoccis besselians com a B1875.0, B1900.0, B1950.0. Els límits de les constel·lacions van ser definits l'any 1930 d'acord amb l'equinocci B1875.0.

## Equinoccis/èpoques julians
Un equinocci o una època julians són aquells que estan basats en l'any julià d'exactament 365,25 dies. Des de 1984, s'usen les èpoques julianes en preferència a les anteriors èpoques besselianes.
Els equinoccis o èpoques julians es calculen segons l'equació:
J = 2000.0 + (data juliana − 2451545,0)/365,25
L'equinocci i època d'ús normal actualment és J2000.0, que correspon a l'1 de gener de 2000 12:00 Temps Terrestre.

## J2000.0
L'equinocci i època J2000.0 és la data juliana 241545.0 TT (Temps Terrestre), o 1 de gener de 2000, al migdia TT. Aquesta data i hora són equivalents a l'1 de gener de 2000, 11:59:27,816 Temps Atòmic Internacional o 1 de gener de 2000, 11:58:55,826 UTC (s'ha de dir que en mesures molt precises del temps s'han de tenir en compte els efectes de la relativitat).
Com que l'ascensió recta i la declinació de les estrelles canvia constantment per mor de la precessió, (i, per estrelles relativament properes degut al moviment propi, els astrònoms sempre fan referència a una època particular. La primera època que fou d'ús corrent va ser l'època B1950.0.
Quan l'equador mitjà i l'equinocci de J2000 s'usen per definir un sistema de referència celeste, aquest sistema pot també ser designat com a coordenades J2000 o simplement J2000. Tècnicament, això és diferent de, però similar a, el Sistema Internacional de Referència Celeste (ICRS): l'equador mitjà i l'equinocci a J2000.0 són distints de i de menor precisió que l'ICRS, però d'acord amb ICRS degut a la limitada precisió del primer. L'ús de localitzacions "mitges" significa que la nutació és calculada com un terme mitjà o omesa. Els principiants a vegades es confonen quan troben que el pol nord rotacional de la Terra no apunta exactament al pol celeste de l'època J2000.0; el motiu és que el pol vertader fa moviments de nutació per la qual cosa és diferent del pol mitjà. Les mateixes diferències estan relacionades amb l'equinocci.
La "J" del prefix indica que es tracta d'un equinocci o una època julians i no d'equinoccis o èpoques besselianes.
Vegeu: equinocci